# Yeison Jiménez
Yeison Orlando Jiménez Galeano  (Manzanares, Caldas, 26 de julio de 1991) es un cantautor y compositor de música popular colombiano, en el año 2021 fue integrante del jurado en el programa musical Yo Me Llamo en su octava temporada del canal Caracol Televisión.

## Reseña biográfica
Sus padres: Orlando Jiménez Aristizábal y Luz Mery Galeano, comerciantes de profesión, fueron las primeras personas en conocer el talento que poseía su hijo quien a corta edad ya empezaba a inclinarse por la música especialmente en el género popular y norteño.
Comienza en el mundo artístico a los 7 años, tras participar en el festival de la canción infantil, que se realiza en Manzanares (Caldas) y reúne los mejores exponentes infantiles y juveniles de la música en todas sus expresiones, donde obtuvo el primer lugar durante 5 años consecutivos.
Como consecuencia de su gran triunfo, participó en distintos festivales y concursos musicales como: Festival Nacional Del Pasillo Colombiano en Aguadas (Caldas), Encuentro Nacional De Canta Pisteros (Manizales), Encuentro Nacional De Bandas Y Grupos Musicales (Neira, Caldas), donde se mantuvo en las primeras posiciones de la premiación.
Con tan solo 13 años de edad empezó a componer sus propias canciones, y luego de varios esfuerzos llega a la capital. A la edad de 13 años empezó a trabajar en la central mayorista de abastos, donde trabajó durante 5 años. Tiempo después, logra su gran sueño de grabar 5 temas musicales y de esta manera incursionar en el mercado de Bogotá y de sus alrededores.

## Trayectoria
La primera grabación musical y de su autoría se titula Te Deseo Lo Mejor, y la realizó en el estudio de Jorge González (El Peruano). Tras acumular 23 temas grabados, 18 de ellos logran formar parte de su álbum debut Con El Corazón-Volumen 1, lanzado en 2013.
También cuenta con más de 70 composiciones, que lo perfilan como uno de los más grandes exponentes de la música popular. Con presentaciones internacionales en Alemania, Francia, Italia y EE. UU., ha ocupado con sus producciones los primeros lugares en las principales estaciones radiales y canales de televisión de Colombia.
En 2014 lanza el sencillo “Por qué la envidia”, grabado en las ciudades de Miami (EE.UU), Bogotá y Villavicencio (Meta), tema que va dirigido a todas aquellas personas que no creyeron en él y que solo se encargaron de enviar malas energías. Este sencillo forma parte de su más reciente álbum de estudio, Vuelve Y Me Pasa, lanzado en 2015.
Para promocionar su último disco, realiza durante el 2015 una gira por diversas ciudades de Colombia, alternando con la grabación de su nuevo álbum.
Al día de hoy cuenta con más de 70 composiciones de su autoría, ha grabado temas en Estados Unidos y ha colaborado con varios cantantes del género tales como El Charrito Negro, Jhonny Rivera, Giovanny Ayala y Jhon Alex Castaño.

## Premios y Nominaciones

### Premios Nuestra Tierra
| Año  | Trabajo nominado                       | Categoría                    | Resultado |
| ---- | -------------------------------------- | ---------------------------- | --------- |
| 2020 | Aventurero                             | Canción del Año              | Nominado  |
| 2020 | Aventurero                             | Canción popular del Año      | Ganador   |
| 2020 | Yeison Jiménez                         | Artista popular del Año      | Nominado  |
| 2020 | Yeison Jiménez                         | Artista favorito del público | Nominado  |
| 2020 | Aventurero                             | Canción del público          | Nominado  |
| 2021 | Gracias a Ti (feat. Silvestre Dangond) | Canción popular del Año      | Nominado  |
| 2021 | Yeison Jiménez                         | Artista popular del Año      | Nominado  |
| 2022 | Yeison Jiménez                         | Artista del Año              | Nominado  |
| 2022 | Ni Tengo Ni Necesito                   | Canción popular del Año      | Nominado  |
| 2022 | Yeison Jiménez                         | Artista popular del Año      | Ganador   |
| 2023 | De Pura Rabia                          | Canción popular del Año      | Ganador   |
| 2023 | Yeison Jiménez                         | Artista popular del Año      | Nominado  |
| 2024 | Hasta La Madre (Ft. Pasabordo)         | Canción popular del Año      | Nominado  |
| 2024 | Vete                                   | Canción popular del Año      | Nominado  |
| 2024 | Yeison Jiménez                         | Artista popular del Año      | Nominado  |

### Premios Juventud
| Año  | Nominado       | Galardón                              | Resultado |
| ---- | -------------- | ------------------------------------- | --------- |
| 2022 | Yeison Jimenez | La nueva generación regional mexicano | Nominado  |
| 2022 | Tu Amante      | Mejor canción mariachi – ranchera     | Nominado  |

### Premios Lo Nuestro
| Año  | Nominado  | Galardón                                              | Resultado |
| ---- | --------- | ----------------------------------------------------- | --------- |
| 2022 | Tu Amante | Canción Mariachi/Ranchera Del Año – Regional Mexicano | Nominado  |

Reconocimientos
- Ganador 2014 - Categoría Mejor artista revelación - Premios D'repente films.
- Ganador 2015 - Categoría Mejor artista popular - Premios Mi Gente TV.
- Ganador Mejor Vídeo de Música popular - D'Repente Films.
- Ganador Mejor Directorio de Artistas - Mi Gente TV.
- Nominaciones en los premios Mi Gente TV como Mejor artista popular.
- Nominación Premios D'Repente Films., como mejor artista del año.
- Artista revelación 2012, juvenil 2013.
- Nominado mejor artista popular; Premios el despecho TV.
- Galardón cómo Embajador de La Música Popular Regional Colombiana en los Premios Cristo Rey 2023, premios que resaltan el arte, la cultura y el entretenimiento en Colombia y Latinoamérica.

## Colaboraciones
- Nos Gustan Así (ft. Luis Alberto Posada)
- Los Dos las Quisimos (ft. Mauricio Ceballos)
- Anda Dile (ft. Jhon Alex Castaño)
- Siga Bebiendo (ft. Jhonny Rivera)
- Demasiado Tarde (ft. Amanda Patricia)
- El Aventurero (merengue) (ft. Josimar y su Yambú)